# Kaysville (Utah)
Kaysville es una ciudad del condado de Davis, estado de Utah, Estados Unidos. Fue fundado por Christopher Layton, un líder y colonizador mormón. Según el censo de 2000, la ciudad tenía una población de 20.351 habitantes. Se estima que en 2004 la poblacióne era de 21.749 habitantes.

## Geografía
Kaysville se encuentra en las coordenadas 41°1′59″N 111°56′10″O / 41.03306, -111.93611.
Según la oficina del censo de Estados Unidos, la ciudad tiene una superficie total de 26,1 km². No tiene superficie cubierta de agua.
- Datos: Q482516
- Multimedia: Kaysville, Utah / Q482516

1. ↑  Zip Data Maps, código ZIP n.º 84037.